# Sankt Niklaus
Sankt Niklaus (literalmente San Nicolás, en francés Saint-Nicolas) es una comuna suiza del cantón del Valais, localizada en el distrito de Visp. Limita al norte con las comunas de Embd y Grächen, al este con Eisten y Saas-Balen, al sureste con Saas-Fee, al sur con Randa y al oeste con Oberems y Ergisch.